# Вуйцинек (Лодзинське воєводство)
Вуйцинек (пол. Wójcinek) — село в Польщі, у гміні Ґощанув Серадзького повіту Лодзинського воєводства.
У 1975-1998 роках село належало до Серадзького воєводства.